# Grattacielo Illinois
Il Grattacielo Illinois (conosciuto semplicemente come The Illinois) è forse il più famoso progetto irrealizzato del famoso architetto statunitense Frank Lloyd Wright.

## Caratteristiche
Nel 1956, Wright, allora quasi novantenne, presentò il progetto di un grattacielo di 528 piani che avrebbe dovuto svettare per 1 intero miglio al di sopra di Chicago. Simile nella forma ad una gigantesca daga, l'edificio di acciaio e alluminio avrebbe contenuto uffici per 100.000 impiegati, un parcheggio per 15.000 automobili e piazzole per l'atterraggio di 150 elicotteri. In effetti il grattacielo avrebbe potuto ospitare tutto il personale governativo dello stato dell'Illinois.

## Critiche al progetto
Byron L. West, un architetto di Toledo nell'Ohio, che assistette alla presentazione di Wright quando era laureando all'Illinois Institute of Technology, dichiarò che il pubblico pareva interessato alla proposta, probabilmente influenzato dalla fama del progettista. Il giorno successivo West e i suoi compagni di corso calcolarono quanto tempo sarebbe stato necessario alla ferrovia sopraelevata di Chicago per portare 100.000 impiegati al grattacielo di Wright. Supponendo che un treno da 8 carrozze arrivasse ogni 5 minuti, sarebbero occorse 10 ore.
Un altro problema era quello degli ascensori: l'Illinois ne avrebbe richiesti centinaia e tutti questi pozzi di ascensore avrebbero occupato molto spazio, riducendo notevolmente la proporzione di metratura utile nell'edificio. Di difficile soluzione era inoltre il problema della sicurezza antincendio: la presenze delle scale antincendio avrebbe occupato gran parte dello spazio ai piani inferiori. Fu proposta come soluzione la costruzione di ascensori in grado di funzionare anche in caso di incendio. I fondi per la costruzione dell'edificio non furono mai stanziati.
Il progetto del grattacielo sembra che abbia comunque ispirato i progettisti dello studio Skidmore, Owings & Merrill - di base proprio a Chicago - nella progettazione del Burj Khalifa.

## Ulteriori progetti mai realizzati a Chicago
Il grattacielo Illinois non fu l'unico progetto per grandi opere, previste per la città di Chicago, ma mai realizzate. Già nel 1900 il Faro del progresso, progettato dall'architetto Constant-Désiré Despradelle, dopo aver fatto molto parlare di sé non incontrò mai il favore dei finanziatori.